# Liste von Flüssen in Russland
Liste von Flüssen in Russland, geordnet nach der Systematik Mündungsgewässer (Ozean, Meer), Fluss, Zufluss, Zufluss eines Zuflusses usw. Zuflüsse sind nach ihrer Folge von der Quelle bis zur Mündung geordnet.
← linker Zufluss
→ rechter Zufluss

## Längste Flüsse Russlands
Die längsten Flüsse Russland sind (nur Hauptflüsse von Flusssystemen):
| Name              | Länge (km) | Mündung           | Einzugsgebiet (km²) | Abfluss (m³/s) | Abflussspende (l/s·km²) |
| ----------------- | ---------- | ----------------- | ------------------- | -------------- | ----------------------- |
| Lena              | 4.294      | Laptewsee         | 2.490.000           | 15.381         | 6,2                     |
| Jenissei          | 4.092      | Karasee           | 2.580.000           | 18.395         | 7,1                     |
| Ob                | 3.650      | Karasee           | 2.972.497           | 12.492         | 4,2                     |
| Wolga             | 3.530      | Kaspisches Meer   | 1.360.000           | 8.064          | 5,9                     |
| Amur              | 2.824      | Tatarensund       | 1.855.000           | 11.400         | 6,1                     |
| Kolyma (mit Kulu) | 2.513      | Ostsibirische See | 647.000             | 3254           | 5,0                     |
| Ural              | 2.428      | Kaspisches Meer   | 244.280             | 297            | 1,2                     |
| Olenjok           | 2.292      | Laptewsee         | 219.000             | 1.210          | 5,5                     |
| Dnepr             | 2.285      | Schwarzes Meer    | 531.817             | 1.670          | 3,1                     |
| Don               | 1.870      | Asowsches Meer    | 425.600             | 935            | 2,2                     |
| Petschora         | 1.802      | Petschorasee      | 322.000             | 4.379          | 13,6                    |
| Indigirka         | 1.726      | Ostsibirische See | 360.000             | 1.810          | 5,0                     |
| Alaseja           | 1.520      | Ostsibirische See | 64.700              | 320            | 4,9                     |
| Tas               | 1.401      | Karasee           | 150.000             | 1.450          | 7,6                     |
| Anadyr            | 1.150      | Beringmeer        | 191.000             | 993            | 5,2                     |
| Mesen             | 966        | Weißes Meer       | 73.000              | 886            | 12,1                    |
| Jana              | 872        | Laptewsee         | 238.000             | 1.020          | 4,3                     |
| Kuban             | 870        | Asowsches Meer    | 57.900              | 425            | 7,3                     |
| Pjassina          | 818        | Karasee           | 182.000             | 2.600          | 14,3                    |
| Nördliche Dwina   | 774        | Weißes Meer       | 357.052             | 3.490          | 9,8                     |

## Atlantischer Ozean

### Schwarzes Meer
- Msymta
- Dnepr
  - Wjasma
  - Osma
  - Wop
  - Desna
    - Snopot
    - Bolwa
    - Rewna
    - Nawlja
    - Nerussa
      - Sew

    - Schostka
    - Seim
      - Tuskar
      - Swapa
        - Ussoscha

      - Klewen

    - Snow
      - Rewna

    - Sudost

  - Sosch
    - Chmara
    - Vichra
    - Ostjor
    - Bessed
    - Iput
    - Wolotowa

  - Beresina

### Asowsches Meer
- Kuban
  - Laba
  - Urup
- Protoka
- Beissug
  - Beissuschok Lewy
- Jeja
  - Kawalerka
  - Kugojeja
  - Sossyka
- Kagalnik
- Don
  - → Krassiwaja Metscha
  - → Bystraja Sosna (Sosna)
    - → Tim
    - → Kschen
    - → Olym

  - Dewiza
  - ← Woronesch
    - ← Polnoi Woronesch
    - → Lesnoi Woronesch
    - ← Usman
      - Chawa

  - Potudan
  - → Tichaja Sosna
  - ← Bitjug
  - Ossered
  - Tschornaja Kalitwa
  - Bogutscharka
  - Tolutschejewka
  - Peskowatka
  - ← Chopjor
    - → Karai (Mokry Karai)
    - → Worona
    - → Sawala
      - → Jelan
        - → Tokai

    - ← Busuluk

  - ← Medwediza
    - → Tersa
      - → Jelan

    - ← Artscheda

  - ← Ilowlja
  - → Tschir
    - ← Kurtlak

  - → Kagalnik
  - → Siwerskyj Donez (Donez)
    - ← Oskol
    - ← Derkul
    - ← Kalitwa
    - ← Bystraja
    - → Kundrjutschja

  - ← Sal
    - Dschurak-Sal
    - Bolschoi Gaschun

  - ← Manytsch
  - Aksai (rechter Flussarm des Don)
    - → Tuslow
- Mius
  - Dedowa
  - Jassinowka
  - Krynka
  - Kamenka
  - Sarmatskaja
  - Gluchaja
  - Krepenkaja
  - Nagolnaja
- Mokry Jelantschik

### Ostsee

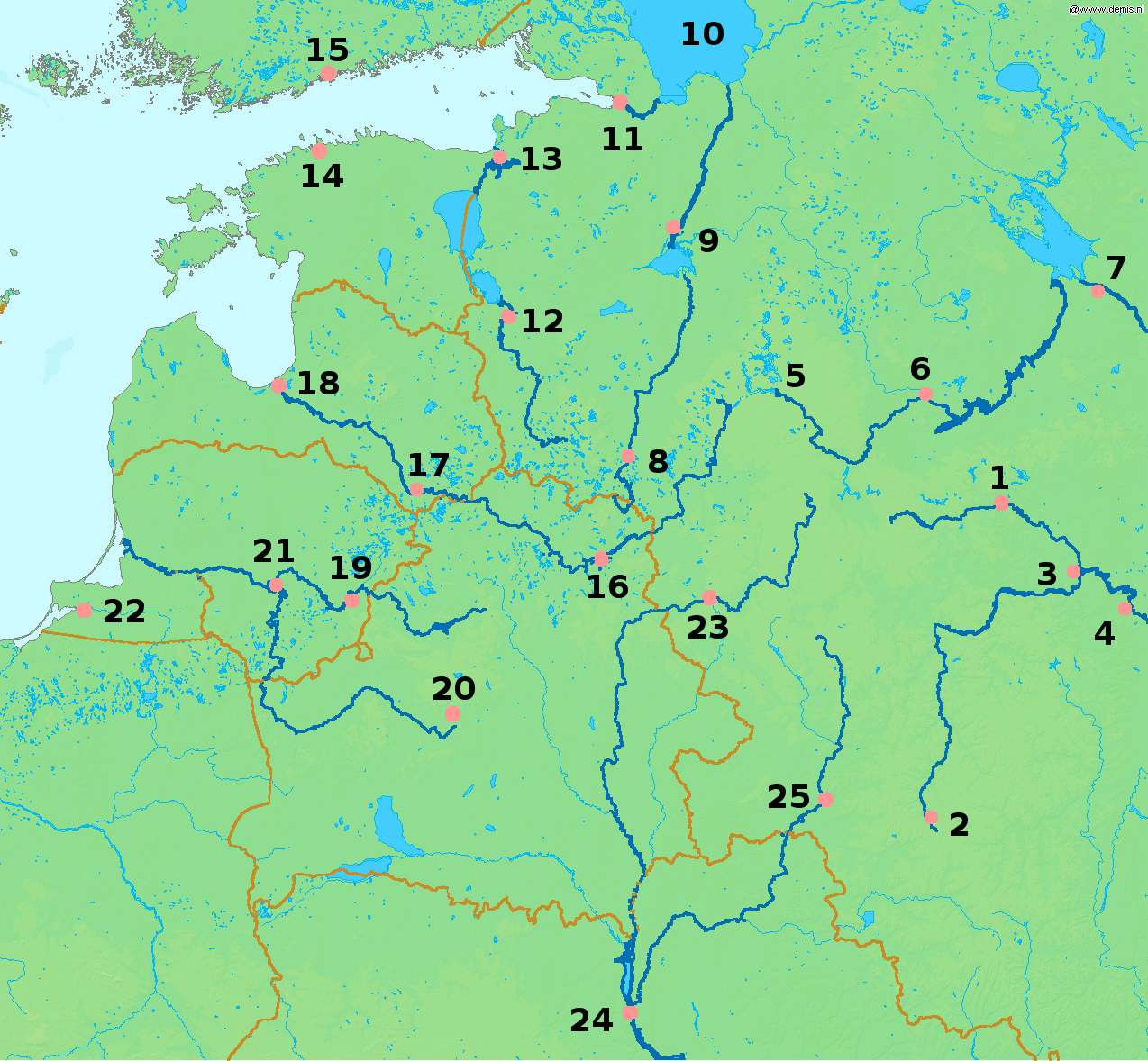

#### Kurisches Haff
- Neman (Memel)
  - ← Scheschupe (Scheschuppe)
    - ← Scherwinta
- Dalnjaja
- Rasliw
  - → Schirokaja
    - → Lama
- Uskaja
- Rybnaja (Kurisches Haff)
  - ← Chlebnaja
- Promyslowaja
  - → Chlebnaja
- Towarnaja
- Matrossowka (Gilgestrom)
- Slaja
- Nemonin
  - ← Golowkinski Kanal
  - → Rschewka
- Deima (Deime)

#### Frisches Haff
- Pregolja (Pregel)
  - ← Lawa (Alle)
  - → Instrutsch (Inster)
  - ← Angrapa (Angerapp)
    - → Pissa
      - ← Krasnaja (Rominte)

  - → Gurjewka
- Grsewka
- Primorskaja
- Prochladnaja (Frisching)
  - ← Maiskaja (Pasmar)
    - ← Kornewka (Stradick)

#### Rigaer Meerbusen
- Sapadnaja Dwina (Düna)
  - Welessa
  - Toropa
  - Mescha
    - Obscha

  - Kasplja
  - Drissa

#### Finnischer Meerbusen
- Serga
- Pestschanaja
- Tschulkowka
- Polewaja
- Buslowka
- Sestra
- Narwa
  - Pljussa
- Luga
  - Oredesch
  - Saba
  - Wruda
- Sista
- Kowaschi
  - Tschornaja
- Tschornaja retschka
  - Roschtschinka
  - Gladyschewka
- Tschornaja retschka
- Newa
  - Tosna
    - Sablinka

  - Mga
    - Woitolowka

  - Ochta
    - Okkerwil
    - Lapka
    - Lubja

  - Utka
  - Ischora
    - Bolschaja Ischorka
- Strelka
- Lopuchinka

#### Ladogasee
- Wolchow
  - Lowat
    - Redja
    - Polist
      - Porusja

    - Kunja
      - Serjoscha

  - Msta
    - Beresaika
      - Waldaika

    - Cholowa
    - Uwer
      - Sescha

  - Pola
    - Jawon
    - Polomet

  - Schelon
    - Mschaga

  - Pitba
  - Maly Wolchowez
  - Tigoda
    - Rawan
    - Tschagoda

  - Ptschowscha
  - Wischera
    - Malaja Wischera (auch Malaja Wischerka)
    - Bolschaja Wischera

  - Werjascha
- Wuoksa
  - Ilmenjoki
  - Woltschja
- Swir
  - Ojat
  - Pascha
    - Kapscha
- Sjas
  - Tichwinka
- Nasija
- Kokkolanjoki
- Lawa
- Soskuanjoki
- Ijjoki
- Mijnalanjoki
- Sawainjoki
- Tohmajoki
  - Kiteenjoki
- Jänisjoki
  - Sarkajoki
    - Wacherjoki

  - Kijekuanjoki
  - Weljakanjoki
  - Soanjoki
- Uksunjoki
  - Pensanjoki
  - Urmanjoki
  - Kaartajoki
  - Kuikkanjoki
- Kirkkojoki
- Tulemajoki
  - Loimolanjoki
  - Kollasjoki
    - Witsaoja

  - Narowosch
    - Kawoscha
      - Sona
- Enjajoki
- Widliza
  - Nowsema
  - Njalma
- Tuloksa
  - Guschkalka
  - Lumbas
- Olonka
  - Megrega
    - Inema

  - Tuksa

#### Onegasee
- Wytegra
- Andoma
- Schokscha
- Derewjanka
- Lossossinka
  - Maschoserka
- Schuja
  - Tschalna
  - Wilga
  - Kutischma
  - Swjatreka
  - Sjanga
  - Njalma
  - Aitonjoki
    - Wegarusjoki

  - Cheinjajoki
    - Tjomnaja

  - Sarijarwjanjoki
  - Tarasjoki
    - Irsta
- Suna
  - Semtscha
  - Megri
  - Tscheba
  - Torossoserka
    - Sukkoserka

  - Sun
- Lischma
- Uniza
- Kumsa
  - Oster
- Nemina
  - Pascha
- Pjalma
- Schaliza
- Wodla
  - Ragnuksa
  - Somba
  - Suma
  - Porschta
  - Koloda
  - Pisma
  - Kumbassa
  - Suchaja Wodla
  - Wama
    - Kelka
    - Ileksa
      - Ochtoma
      - Olowa
- Gakugsa

#### Peipussee
- Welikaja
  - Sinjaja (Zilupe)
  - Utroja (Rītupe)
    - Lscha (Ludza)

  - Tscherjocha

## Arktischer Ozean

### Barentssee(westlich vom Weißen Meer)
- Tuloma
- Kola
- Woronja
- Iokanga

### Weißes Meer
- Niwa
- Warsuga
- Ponoi
- Kem
  - Tschirka-Kem
  - Ochta
  - Kepa
  - Schomba
  - Pista
- Wyg
  - Segescha
    - Woloma
- Suma
- Onega
  - Koscha
  - Kodina
  - Iksa
  - Moscha
    - Lepscha
    - Schoschma

  - Woloschka
  - Kena
    - Tokscha

  - Swid
    - Modlona
      - Sowsa

    - Woschega
- Sewernaja Dwina
  - ← Suchona
    - → Uftjuga (durch den Kubenasee)
    - ← Kubena (durch den Kubenasee)
    - → Wologda
    - → Lescha
    - ← Dwiniza
    - → Tolschma
    - ← Uftjuga
    - → Luschenga

  - → Jug
    - ← Scharschenga
    - ← Kitschmenga
    - → Lusa

  - → Wytschegda
    - → Wol
    - ← Nem
    - ← Sewernaja Keltma
    - → Wischera
      - ← Niwschera

    - ← Loktschim
    - ← Syssola
      - ← Bolschaja Wisinga

    - → Wym
    - → Jarenga
    - ← Wiled

  - → Uftjuga
  - ← Waga
    - → Kuloi
    - → Ustja
      - ← Kokschenga
        - ← Uftjuga

  - ← Jemza
  - → Pinega
    - → Ilescha
    - ← Jula
- Mesen
  - Waschka
  - Pyssa
  - Bolschaja Loptjuga
  - Mesenskaja Pischma
  - Irwa

### Barentssee(östlich vom Weißen Meer)
- Wischas
- Oma
- Pjoscha
- Indiga
- Petschora
  - Sula
    - Soima

  - Schapkina
  - Zilma
    - Tobysch
    - Kosma
    - Myla

  - Unja
  - Sewernaja Mylwa
    - Soiwa

  - Koschwa
  - Lyscha
  - Pischma
  - Ischma
    - Uchta
    - Aijuwa

  - Laja
  - Jorsa
  - Wel
  - Ussa
    - Workuta
    - Kolwa
    - Adswa
    - Lemwa
    - Kossju
      - Koschim

    - Bolschoi Kotschmes

  - Schtschugor
  - Lemju
  - Ilytsch
    - Kogel
- Tschornaja
- More-Ju
- Korotaicha

### Karasee
- Sawina (auf Nowaja Semlja)
- Bolschoi Oju
- Kara
- Juribei (Jamal)
  - ← Lewy Juribei
  - → Prawy Juribei
- Ob
  - ← Katun
    - ← Koksa
    - → Argut
    - → Tschuja (Katun)
    - ← Ursul
    - → Ischa
    - ← Kamenka (Katun)

  - → Bija
    - ← Sarykokscha
      - → Uimen

    - → Lebed
    - → Nenja
    - Tschulyschman

  - ← Pestschanaja
  - ← Anui
  - ← Tscharysch
    - ← Inja (Tscharysch)

  - → Bolschaja retschka
  - ← Alei
  - ← Barnaulka
  - → Tschumysch
    - → Uksunai
      - → Togul

  - → Inja (oberer Ob)
  - → Werchni Susun
  - → Nischni Susun
  - → Berd
  - → Inja (Ob)
    - Karalda
    - Jelowka
    - Talda
    - ← Batschat
    - ← Ur
    - ← Kasma
    - Kiik
    - Isyly
    - Bugotak
    - Ora
    - Isdrewaja
    - Saboburycha

  - ← Wjuna
  - → Tom
    - Aba
    - Bel-Su
    - ← Kondoma
    - ← Mras-Su
      - Kijsak

    - Tutujas
    - → Ussa
    - Sosnowka
    - Tugojakowka
    - Bassandaika
    - Uschaika
    - Kislowka
    - Poros
    - Samuska

  - Schegarka
  - → Tschulym
    - ← Kija
      - → Tschet

    - Tschitschkajul
    - → Ulujul

  - ← Tschaja
    - ← Parbig
      - Andarma

  - → Ket
    - → Orlowka
      - → Rassomacha

    - → Lissiza
    - → Jeltyrewa

  - → Paidugina
  - ← Parabel
    - → Kjonga
    - ← Tschusik

  - ← Wassjugan
    - ← Tschertala
    - ← Jagyljacha
    - → Njurolka
    - → Tschischapka

  - → Tym
    - → Kossez
    - → Sangilka

  - Kijewski Jegan
  - Iljak
  - Larjegan
  - → Wach
    - → Kulynigol
    - → Sabun
    - → Kolikjogan

  - → Tromjogan
    - ← Agan

  - ← Bolschoi Jugan
    - ← Maly Jugan

  - → Pim
  - → Ljamin
  - ← Irtysch
    - → Om
      - → Itscha (Oberlauf der Om)
      - → Itscha (Mittellauf der Om)
      - → Kama
      - → Tartas

    - → Tara
      - Tscheka

    - → Ui
    - Bolschoi Ajew
    - → Schisch
    - → Tui
    - ← Ischim
    - Bagai
      - Jemez
      - Balachlei
      - Agitka
      - Aschlyk

    - ← Tobol
      - ← Ajat
        - Kartaly-Ajat
        - Artschagly-Ajat
          - Kamysty-Ajat

      - ← Ui
        - ← Uwelka
        - Togusak

      - Jurgamysch
      - Sujer
      - ← Isset
        - → Sinara
        - → Tetscha
        - → Miass

      - Tal
      - ← Tura
        - → Salda
        - → Tagil
        - → Niza
          - ← Neiwa
          - → Resch
          - → Irbit

        - → Pyschma
          - Beljakowka

      - Iska
      - ← Tawda
        - → Soswa
          - → Turja
            - Usteja
            - Antipinski Istok
            - Lob

          - → Kakwa
          - → Ljalja
            - Lobwa

        - ← Loswa
        - Bagil
        - ← Pelym
        - Tschornaja
        - Karabaschka

    - Noska
      - Laima

    - Turtas
      - Bolschoi Turtas
      - Maly Turtas

    - Tjuma
    - → Demjanka
      - → Tegus
      - → Urna
      - → Imgyt
      - → Bolschoi Kunjak
      - ← Keum

    - ← Konda
    - Oscha

  - Kasym
  - ← Malaja Ob
    - ← Synja

  - ← Nördliche Soswa
    - ← Ljapin

  - → Polui
- Nadym
  - ← Lewaja Chetta
  - → Prawaja Chetta
  - ← Cheigijacha
- Nyda
- Pojolawajacha
- Pur
  - ← Pjakupur
    - → Wyngapur
    - ← Purpe

  - → Aiwassedapur
    - ← Jetypur
    - → Jerkalnadeipur

  - ← Tabjacha
  - ← Chadutte
- Tas
  - → Bolschaja Schirta
- Messojacha
- Juribei (Gydan)
- Jenissei
  - → Bolschoi Jenissei (Großer Jenissei)
    - → Asas
    - → Chamsara

  - ← Maly Jenissei (Kleiner Jenissei)
    - ← Balyktyg-Chem

  - ← Chemtschik
  - → Us
  - ← Kantegir
  - → Kebesch
  - ← Abakan
  - → Tuba
    - → Kasyr
      - → Kisir

    - ← Amyl

  - → Syda
  - → Sissim
  - → Mana
  - → Kan
    - → Agul

  - → Angara
    - ← Irkut
    - ← Kitoi
    - ← Belaja
      - → Urik

    - ← Oka
      - ← Ija

    - → Ilim
    - ← Tuschama
    - ← Kowa
    - → Tschadobez
    - ← Mura
    - → Irkinejewa
    - ← Tassejewa
      - → Uda
      - ← Birjussa
        - ← Bolschaja Birjussa
        - → Malaja Birjussa
        - ← Tagul
        - ← Tumanschet
        - ← Poima

      - ← Ussolka

  - ← Kem
  - → Bolschoi Pit
  - ← Kas
  - ← Sym
  - ← Dubtsches
  - → Steinige Tunguska (Podkamennaja Tunguska, Katanga)
    - → Tetere
    - ← Kamo
    - → Tschunja
      - → Sewernaja Tschunja
      - ← Juschnaja Tschunja
      - → Werchnjaja Tschunku
      - ← Tytschany

    - ← Welmo

  - → Bachta
  - ← Jelogui
  - → Trockene Tunguska (Suchaja Tunguska)
  - → Untere Tunguska (Nischnjaja Tunguska)
    - ← Nepa
    - ← Bolschaja Jerjoma
    - ← Teteja
    - ← Ilimpeja
    - → Jeika
    - → Kotschetschum
      - → Embentschime
      - ← Turu
      - → Tembentschi

    - ← Nidym
    - → Jambukan
    - → Wiwi
    - ← Taimura
    - ← Utschami
    - → Tutontschana
    - → Sewernaja

  - ← Turuchan
  - → Kureika
  - → Chantaika
  - ← Malaja Cheta
  - ← Bolschaja Cheta
  - ← Tanama
- Pjassina
  - → Dudypta
  - ← Agapa
  - → Jangoda
  - → Tareja
  - ← Pura
- Chutudabiga
- Leniwaja
- Taimyra
  - → Logata
  - ← Schrenk
- Leningradskaja

#### Baikalsee
- Werchnjaja Angara
  - ← Katera
- Bargusin
- Selenga
  - ← Dschida
  - ← Temnik
  - → Tschikoi
    - ← Mensa

  - → Chilok
  - → Uda
    - → Kurba

### Laptewsee
- Wesdechodnaja
- Prontschischtschewa
- Podkamennaja
- Bolschaja Balachnja
- Chatanga
  - ← Cheta
    - ← Ajan
    - → Ajakli
    - ← Boganida
    - → Maimetscha

  - → Kotui
    - ← Tschangada
    - → Moijero
    - ← Tukalan
    - → Kotuikan
- Popigai
  - ← Rassocha
  - ← Fomitsch
- Anabar
  - ← Bolschaja Kuonamaka
  - → Malaja Kuonamaka
  - → Udja
- Olenjok
  - ← Arga-Sala
  - → Siligir
  - ← Bur
- Lena
  - ← Ilga
  - → Kirenga
  - → Tschaja
  - → Tschuja
    - → Bolschaja Tschuja
    - ← Malaja Tschuja

  - → Witim
    - → Konda
    - → Karenga
    - → Kalakan
    - → Kalar
    - ← Zipa
      - → Amalat
      - ← Werchnjaja Zipa

    - ← Muja
    - ← Mama

  - ← Peledui
  - ← Njuja
  - ← Dscherba
  - → Bolschoi Patom
  - → Oljokma
    - → Tungir
    - → Njukscha
    - ← Tschara

  - ← Namana
  - ← Marcha
  - → Tuolba
  - ← Sinjaja
  - → Buotama
  - → Aldan
    - → Timpton
    - → Utschur
      - ← Gonam
        - → Algama
          - → Idjum

    - → Maja
      - ← Batomga
      - ← Maimakan
      - ← Aim
      - → Judoma

    - → Allach-Jun
    - ← Amga
    - → Tompo
    - → Tumara

  - ← Wiljui
    - ← Ygyatta
    - ← Marcha
      - → Morkoka

    - ← Tjukjan
    - ← Tjung

  - ← Linde
  - → Undjuljung
  - ← Muna
  - ← Motortschuna
  - → Dschardschan
  - ← Molodo
- Omoloi
- Jana
  - ← Dulgalach
  - → Sartang
  - → Adytscha
    - ← Derbeke
    - ← Nelgesse
    - → Tuostach

  - ← Bytantai

### Ostsibirische See
- Chroma
- Indigirka
  - ← Elgi
  - → Nera
  - ← Tschibagalach
  - → Moma
  - ← Selennjach
  - → Badjaricha
  - ← Ujandina
  - ← Bjorjoljoch
- Alaseja
  - ← Rossocha
- Bolschaja Tschukotschja
- Kolyma
  - ← Ajan-Jurjach
  - → Kulu
  - → Bachaptscha
  - → Bujunda
  - → Sugoi
  - → Korkodon
  - ← Popowka
  - ← Jassatschnaja
  - ← Syrjanka
  - ← Oschogina
  - → Berjosowka
  - → Omolon
    - ← Kedon
    - → Oloi

  - → Anjui
    - → Maly Anjui
    - ← Bolschoi Anjui
- Rautschua
- Paljawaam
- Pegtymel

### Tschuktschensee
- Amguema
- Wankarem
- Ioniwejem

## Pazifischer Ozean

### Beringmeer
- Kantschalan
- Anadyr
  - → Jablon
  - → Main
    - → Wajegi

  - ← Belaja
    - → Enmywaam
    - ← Jurumkuwejem
      - ← Bolschaja Ossinowaja

  - ← Tanjurer
- Welikaja
- Tumanskaja
- Chatyrka
- Ukelajat
- Apuka
- Pachatscha
- Wywenka
- Karaga
- Uka
  - ← Natschiki
- Osjornaja

### Nordwestpazifisches Becken
- Kamtschatka
  - Kensol
  - Andrianowka
  - Schupanka
  - Kosyrewka
    - Bystraja

  - Jelowka
  - Kitilgina
  - Wachwina Lewaja
  - Urz
- Schupanowa
- Awatscha

### Ochotskisches Meer
- Bolschaja (Kamtschatka) (Bystraja)
- Kolpakowa
- Oblukowina
- Itscha
- Belogolowaja
- Chairjusowa
- Tigil
- Wojampolka
- Pustaja
- Talowka
- Penschina
  - ← Belaja
  - → Oklan
- Tylchoi
- Paren
- Gischiga
- Najachan
- Wiliga
- Kachtana
- Kananyga
- Ugulan
- Tachtojama
- Malkatschan
- Jama
- Jana
- Arman
- Taui
- Inja
  - → Nilgyssy
- Ulbeja
- Kuchtui
- Ochota
- Urak
- Ulja
- Aldoma
- Uda
  - → Schewli
  - ← Maja
- Torom
- Tugur
- Usalgin

#### Auf der InselSachalin
- Tym
- Poronai

### Tatarensund
- Amur
  - ← Schilka
    - ← Ingoda
    - → Onon
      - → Borsja

    - ← Nertscha

  - → Argun
    - ← Gasimur

  - ← Seja
    - ← Argi
    - → Giljui
      - → Tynda

    - ← Dep
    - ← Selemdscha
      - → Nora

    - ← Tom

  - ← Bureja
    - ← Tyrma

  - ← Bira
  - → Ussuri
    - → Iswilinka
    - → Kamenka
    - → Pawlowka
    - → Schurawljowka
    - ← Arsenjewka
      - → Muraweika

    - ← Sungatscha
      - → Belaja
        - → Schmakowka

    - → Bolschaja Ussurka
      - → Dalnjaja
      - ← Naumowka
      - → Marewka
      - ← Malinowka

    - → Bikin
    - → Chor
    - → Kija

  - ← Tunguska
    - ← Kur
    - → Urmi

  - → Anjui
  - ← Gorin
  - ← Amgun

#### Chankasee
- Komissarowka
- Melgunowka
  - ← Nesterowka
  - → Studjonaja
- Ilistaja
  - ← Abramowka
    - → Ossinowka
- Spassowka
  - → Odarka
  - ← Kuleschowka

### Japanisches Meer
- Tumen
- Poima
- Barabaschewka
- Amba
- Rasdolnaja (Suifen He)
  - → Borissowka
  - ← Rakowka
    - Michailowka
      - Bakarassjewka
- Artjomowka
- Schkotowka
- Suchodol
- Partisanskaja
  - → Tigrowaja
  - ← Wodopadnaja
- Kijewka
  - → Lasowka
    - ← Passetschnaja
- Milogradowka
- Awwakumowka
- Rudnaja
- Serebrjanka
- Kema
- Maximowka
- Samarga
- Bottschi
- Koppi
- Bolschaja Chadja
- Tumnin

## AbflussloseBinnenseen

### Kaspisches Meer
- Ural
  - Gumbeika
  - Singeika
  - Bolschoi Kisil
  - Suunduk
  - Tanalyk
    - Busawlyk

  - Bolschoi Kumak
    - Scharly
    - Kumak

  - Or
  - Guberlja
  - Sakmara
    - Kasmarka
    - Bolschoi Ik
    - Salmysch

  - Ilek
  - Kindelja
  - Irtek
- Wolga
  - Zariza
  - Runa
    - Saborowka
    - Tschernuschka

  - Jesscheniza
  - Krutik
  - Kud
  - Orechowka
  - Bolschaja Isnja
  - Orlinka
  - Schukopa
    - Tjusma

  - Tuchanka
  - Kotscha
  - Boinja
  - Bolschaja Dubenka
  - Malaja Dubenka
  - Polonowka
  - Kirow
    - Kotscha

  - Selischarowka
  - Bolschaja Koscha
  - Malaja Koscha
  - Lemna
  - Solodomnja
  - Tschorny
  - Malaja Itomlja
  - Itomlja
  - Ortscha
  - Tudowka
  - Tiliza
  - Sischka
  - Kokscha
  - Dunka
  - Rakitnja
  - Cholynka
  - Bolschaja Lotscha
    - Malaja Lotscha

  - Boinja
  - Wasusa
    - Losmina
      - Jablonja

    - Ossuga

  - Djorscha
  - Schutinka
  - Iruscha
  - Tscheremoschnja
  - Startschanka
  - Nischnjaja Stariza
  - Cholocholnja
  - Iwanischka
  - Uljust
  - Tma
    - Schostka
    - Ratschaina
    - Naschiga

  - Tmaka
  - Twerza
    - Ossuga
      - Powed

    - Logowesch
    - Kawa
    - Tigma
    - Sominka

  - Orscha
  - Inga
  - Schoscha
  - Injucha
  - Sutschok
  - Donchowka
  - Sos
  - Tropka
  - Dubna
    - Sestra

  - Kimerka
  - Chottscha
  - Kadkunowka
  - Medwediza
    - Iwiza
    - Kamenka
    - Jachroma
    - Dresna
    - Kuschalka
    - Bolschaja Pudiza
    - Malaja Pudiza

  - Petschuchnja
  - Nerl
    - Wolnuschka

  - Kaschinka
  - Schabnja
  - Nerechta
  - Pukscha
  - Mimoschnja
  - Koroschetschna
  - Postnaja
  - Rodilowka
  - Juchot
  - Kamenka
  - Sutka
  - Juga
  - Mologa
    - Ostretschina
    - Ossen
      - Meletscha
      - Mogotscha

    - Riwiza
    - Woltschina
    - Saragoscha
    - Koboscha
    - Tschagodoschtscha (Tschagoda)
      - Pes

    - Sebla (durch den Rybinsker Stausee)
    - Kesma (durch den Rybinsker Stausee)

  - Sit
  - Scheksna
    - Kema (Weißer See) (durch den See Beloje)
    - Kowscha (durch den See Beloje)
    - Jagorba
    - Suda (durch den Rybinsker Stausee)
      - Kolp

    - Kondoscha (durch den Rybinsker Stausee)
    - Musga (durch den Rybinsker Stausee)
    - Iskra (durch den Rybinsker Stausee)
    - Sogoscha (durch den Rybinsker Stausee)
      - Segscha
      - Uchtoma
      - Soga

    - Uchra (durch den Rybinsker Stausee)
    - Wolgotnja (durch den Rybinsker Stausee)
    - Charenez (durch den Rybinsker Stausee)
    - Inopasch (durch den Rybinsker Stausee)

  - Seljanka
  - Tscherjomucha
  - Utkasch
  - Sundoba
  - Kolokscha
  - Sonochta
  - Edoma
  - Pintrochot
  - Urdoma
  - Nakrinka
  - Jasykowka
    - Woschtschicha

  - Petschegda
  - Beresnjak
  - Schtschjotka
  - It
    - Cholopka
    - Wokscherka
    - Toimina
      - Kamenka

    - Mitka
      - Sderinoschka
      - Taliza

    - Roga
    - Kogascha
    - Roschdestwenka
    - Kondra
    - Songa
      - Kamenka

  - Galka
  - Nora
  - Urotsch
  - Kotorosl
    - Ustje
      - Mogsa
      - Ilma
      - Liga
      - Schula
      - Lut
      - Nariza
      - Pura
      - Lechta
      - Laskowka
      - Derinoschka
      - Taliza
      - Swenicha
      - Inboschka
      - Gorda
      - Bolschbino

    - Wjoksa
      - Sara (durch den Nerosee)
      - Wonjatschka
      - Neduga
      - Schumna
      - Petschegda
      - Kos
      - Pulochma
      - Ischnja (durch den Nerosee)
      - Masicha (durch den Nerosee)

    - Tschornaja
    - Dubrowka
    - Lachost
    - Kobylka
    - Taliza
    - Schopscha
    - Wondel
    - Pachma

  - Welikaja
  - Tunoschonka
    - Kisma
      - Matugowka
      - Inischka

    - Schakscha

  - Dikaja
  - Schtschigolost
  - Soloniza
  - Tschornaja
  - Kelnot
  - Kostroma
    - Wjoksa
    - Tjobsa
    - Schatscha
    - Obnora
    - Andoba
    - Mesa

  - Pokscha
  - Malaja Pokscha
  - Steschera
  - Keschka
  - Schatscha
  - Koldoma
  - Sunscha
  - Jundoksa
  - Lokscha
    - Schochna

  - Kistega
  - Kineschemka
  - Tomna
  - Sot
    - Lunka
    - Kist

  - Mera
  - Korba
  - Reschemka
    - Malaja Reschemka

  - Schelwata
  - Jelnat
    - Pasch

  - Polowtschanowka
  - Njomda
    - Schatscha
    - Schuja
    - Kusza

  - Unscha
    - Wiga
    - Mescha
    - Neja
    - Tschorny Luch
      - Kamenka
      - Bely Luch
      - Okatowka
        - Tischnin

      - Smurjak
      - Ijenin
      - Bolschoi Utrus
      - Mormas
        - Bolschoi Mormas
        - Maly Mormas
        - Lubjanka

      - Jurowka
        - Mochowaja

      - Molokscha
        - Uschokin
        - Baskow Dol

      - Schilekscha
        - Jegorow Kljutsch
        - Jemjewa
        - Teplucha
        - Malaja Schilekscha
          - Kotschewnik
          - Stafijewski

      - Syraja Kamenka
      - Schokscha

  - Schurschma
  - Schomochta
  - Tschapajewka (auch Motscha)
  - Loimina
  - Schirmakscha
  - Jatschmenka
  - Sudniza
  - Schochna
  - Schmil
  - Jachra
  - Sanachta
  - Troza
  - Tschornaja
    - Belaja
    - Jarkowa

  - Usola
  - Schuschla
  - Linda
    - Kesa
    - Tschernowka
    - Alsma
    - Porschma
    - Sanda
      - Tschestka

  - Oka
    - Orlik
    - Suscha
      - Nerutsch

    - Nugr
    - Upa
      - Plawa

    - Schisdra
      - Resseta
      - Wytebet

    - Ugra
      - Worja
      - Ressa
      - Schanja

    - Tarussa
    - Protwa
      - Luscha

    - Nara
    - Lopasnja
    - Ossjotr
    - Moskwa
      - Sarotschenka
      - Moschna
      - Pechorka
      - Kirow
      - Inotsch
      - Lusjanka
      - Kolotsch
        - Satka
        - Woinka

      - Wedomka
      - Iskona
        - Taliza
        - Poschnja
        - Palna
        - Pednja

      - Jeliza
      - Rusa
      - Gniluscha
      - Ponoscha
      - Schukowka
      - Malodelnja
      - Dubeschnja
      - Storoschka
        - Raswarnja

      - Nachawnja
      - Wjasjomka
      - Istra
        - Malaja Istra
          - Molodilnja
          - Magluscha

        - Pessotschnaja
        - Grjasewa
        - Beljana

      - Lipka
      - Medwenka
      - Saminka
      - Kotlowka
      - Neglinnaja
      - Pachra
      - Bitza
      - Desna
      - Setun
      - Schodnja
      - Jausa
        - Ratschka

      - Sewerka
      - Kolomenka

    - Istja
    - Pronja
      - Ranowa
        - Chupta

    - Para
      - Werda
      - Poschwa

    - Pra
    - Gussi
    - Pet
    - Mokscha
      - Siwin
        - Schalma
          - Letka

      - Satis
      - Jermisch
        - Murawljowka
        - Itschescha
          - Gromuschka

      - Wad
        - Windrei

      - Zna
        - Tschelnowaja
        - Kerscha
        - Kaschma
          - Bolschoi Lomowis

      - Schatscha
        - Wyscha
          - Burtas

    - Unscha
    - Wereja
      - Grjasalowka

    - Salka
    - Tschernitschka
    - Schelesniza
      - Parschewka
      - Wilja

    - Weletma
      - Mjarja
      - Ilmis
        - Tschornaja Retschka

    - Tjoscha
      - Paterga
      - Poika
      - Narsimka
      - Astra
      - Nazma
      - Jeltma
      - Oserki
      - Akscha
      - Tirscha
      - Nutscha
      - Niks
      - Lemet
        - Sijasma
        - Uschowka
        - Miljawa

      - Krasnaja
      - Lomowka
        - Lomow

      - Schilokscha
        - Malaja Schilokscha

      - Pestjai
      - Tschna
      - Sassik
      - Serjoscha
        - Pakascha
        - Unew
        - Suschtschewka
        - Kowaksa
        - Modan
        - Ischlei
        - Syroi Isrjak
          - Weschat

        - Tschara
        - Solowjewka
        - Salaksa
          - Weschak

        - Peksa
        - Ilimdig

      - Led
        - Rutschei Led

    - Uschna
    - Motra
    - Bolschaja Kutra
      - Malaja Kutra
      - Scherscha

    - Wischa
    - Tschutscha
    - Reut
    - Kusoma
      - Ruscha

    - Tarka
    - Kischma
      - Gremjatschi
      - Stanko
      - Ugrjumka
      - Walgma

    - Kljasma
      - Uwod
      - Kolokscha
      - Rpen
      - Nerl
      - Njunga
      - Toschma
      - Sotimka
      - Kamenka
      - Sutjaga (durch den See Waschutinskoje)
      - Rjumscha
      - Schacha
      - Rokscha
      - Wischka
      - Schossa
      - Poschma
      - Schicha
      - Selekscha
      - Piklija
      - Tschornaja Retschka
      - Uchtoma
      - Suchoda
      - Scheltucha
      - Simenka
      - Kalininka
      - Tschornaja
      - Naswanka
      - Koika
      - Sinjucha
      - Kurka
      - Irmes
      - Podyksa
      - Kamenka
      - Petschuga
      - Ulowka
      - Tschertowik
      - Pokoljaika
      - Uschtscherka
      - Sudogda
      - Sineborka
      - Luch

  - Wesloma
  - Rachma
  - Watoma
  - Kudma
    - Unkor
    - Oserka
      - Pukster
        - Miang
        - Modan

      - Schemlei
      - Zeden
      - Schawka

  - Alferowka
  - Kitmar
  - Kerschenez
    - Kljatnaja
    - Irgen
    - Stepanicha
    - Belbasch
      - Ossinowka
      - Golodajewka
      - Talka
        - Prochorskoi

    - Sewerny Koslenez
      - Sujewka
      - Jakowka

    - Tschernuschka
    - Demischka
    - Besmenez
    - Juschny Koslenez
      - Tatarka
      - Bortnaja
      - Malaja Bortnaja
      - Tokarka

    - Medwedowka
      - Strelka

    - Moschna
    - Krynka
    - Kljukinka
      - Schaldeschka

    - Oserotschnaja
    - Pydreika
    - Sanochta
      - Borowitschka

    - Bolschaja Welikuscha
      - Ossinowka

    - Schumlewaja
      - Swjatiza

    - Uchtysch
      - Bolschoi Uchtysch
      - Maly Uchtysch

    - Beresowka
    - Wischnja
      - Rschawka

    - Chmelewka
    - Tschornaja
      - Malaja Tschornaja
      - Bolschaja Tschornaja

    - Pugai
      - Pugaitschik

    - Bolschaja Kutscha
    - Jalokscha
      - Manturowka
      - Istok

    - Arja

  - Sundowik
    - Palez
    - Puschawa
    - Sali

  - Tschornaja Masa
  - Bolschaja Masa
  - Sura
    - Kadada
    - Usa
      - Tschardym
      - Nanga

    - Aiwa
    - Insa
    - Barysch
    - Alatyr
      - Wyschkowka
      - Mokraja Tschewarda
        - Suchaja Tschewarda

      - Panselka
      - Irsa
        - Petschka

      - Arsinka
      - Irest
        - Weika

      - Murawei
        - Kowatsch

      - Uschowka
      - Rudnja
        - Irset
        - Schukschowa
        - Styrscha

      - Insar
      - Nuja

    - Pjana
      - Pjanka
      - Salja
      - Tscheka
        - Asanka

      - Alsa
      - Jeschat
        - Arka
        - Schnara
        - Aratka
        - Nelja
        - Pekschat

      - Nowaschenka
      - Roika
      - Kirschen
      - Malaja Jakschenka
      - Umaika
      - Wadok
        - Watma

      - Tschergatka
      - Rauscha
      - Pary

    - Tschugunka
      - Gremjatschka

    - Semjanka
    - Belawka
    - Urga
      - Urynga
        - Miga
        - Tschornaja

  - Wetluga
    - Wochma
    - Ilowka
    - Ludanga
      - Tschadra

    - Bolschaja Kakscha
      - Wachtan
        - Schiminer

      - Schurawka
      - Wachtana
      - Tschornaja

    - Malaja Kakscha
      - Mjasnowaja
      - Bolschaja Chwaschtschewka
      - Tumbalicha
      - Schara
      - Swetscha
      - Tscherkuscha
      - Pachnuticha
      - Wachtan
      - Marschana
      - Bolschaja Kuljanka

    - Jurjewka
    - Krasniza
    - Kumyschewka
      - Krasnaja

    - Wol
      - Poldnewoi Wol
      - Notschnoi Wol
      - Trawjana
      - Wywosch
      - Turanka
        - Mjatewka
        - Bolschaja Turanka

      - Nuschna
      - Tschernucha

    - Seplas
    - Sescha
    - Schuda
      - Stojanka
      - Tunicha
      - Borowaja
      - Schilomostka
      - Chachrjak

    - Malzewka
    - Uschgur
    - Iwanowka
    - Lapschanga
      - Poperetschnaja Lapschanga
      - Mostowka
      - Chmelewaja
      - Kolobicha
      - Pustaja
      - Koliwez
        - Maly Koliwez
        - Bolschoi Koliwez

      - Besymjanka
      - Schada
      - Narwas
        - Falenka

      - Podoroschnaja

    - Ossinowka
    - Sergejewka
    - Nelidowka
    - Kurdomka
      - Kamenka

    - Kundala
      - Staraja Kundala

    - Usta
    - Schischma
      - Scheja
      - Scharanga
        - Reitschwasch

      - Lewangur
      - Kunaschka
      - Kunasch
      - Aschuja
      - Kaschkendur
      - Zerkwa
      - Beresowka
      - Waja
        - Schada
        - Kurdoma
        - Singa
        - Suda
        - Otlomka
        - Jachta
        - Mokschura
          - Arbas

        - Tschernuschka
        - Schilikscha
        - Krasniza
        - Luka

      - Arja
        - Bagratschewka

      - Tempa
        - Tulaschka
          - Ulanka

      - Morkwa
      - Bytschicha
      - Tschernischka
      - Pustaja
      - Schaderka
      - Tschornaja
      - Borowka
      - Tschornaja
      - Rossomacha
      - Ischma
        - Run

    - Perenga
    - Nolja
    - Juronga
      - Kussa
      - Nussa
      - Pischtan
      - Ileschma
      - Schapscha
      - Tschemodanowka
      - Tjunga
      - Kuga
      - Kuma
        - Arschewasch
          - Pinschijalka

      - Lyka

    - Ljunda
      - Chmelewaja
      - Bystrez
      - Kugai
      - Perscha

  - Junga
  - Rutka
  - Arda
  - Mariinski Possad
  - Parat
  - Ziwil
    - Bolschoi Ziwil
      - Unga

    - Maly Ziwil
      - Koschlauschka
        - Tschernoretschka

  - Nowaja Sundyrka
  - Bolschaja Kokschaga
    - Bolschoi Kundysch

  - Malaja Kokschaga
    - Maly Kundysch
    - Nurda

  - Ilet
  - Anisch
  - Belaja Woloschka
  - Sumka
  - Swijaga
    - Arja

  - Suliza
  - Kasanka
  - Kama
    - Wesljana
    - Kossa
      - Lolog

    - Timschor
    - Pilwa
    - Urolka
    - Wischera
      - Uls
      - Jaswa
        - Gluchaja Wilwa

    - Kolwa
      - Berjosowaja
      - Wischerka

    - Jaiwa
    - Inwa
    - Koswa
    - Obwa
      - Siwa

    - Tschussowaja
      - Sylwa
        - Barda
        - Schakwa
        - Iren
        - Babka

    - Gaiwa
      - Aljoschicha
      - Polomka
      - Mostowaja

    - Jegoschicha
      - Iwanowka
      - Stiks

    - Muljanka
      - Malinowka
      - Kamenka
      - Kultajewka
      - Pysch

    - Tulwa
    - Siwa
      - Wotka
      - Sosnowa
      - Tschornaja
      - Lyp

    - Bui
      - Pis

    - Belaja
      - Nugusch
      - Aschkadar
      - Inser
        - Silim

      - Sim
      - Urschak
      - Ufa
        - Ai
          - Bolschoi Ik
          - Ik

        - Tjui
          - Sars

        - Jurjusan

      - Djoma
      - Tschermassan
      - Tanyp
      - Sjun

    - Isch
    - Ik
    - Sai
    - Wjatka
      - Belaja
      - Tschornaja Choluniza
      - Kobra
        - Fjodorowka
          - Mytez

      - Letka
      - Belaja Choluniza
      - Tschepza
        - Losa
          - Ita

        - Ubyt
        - Lekma
        - Swjatiza
        - Kossa

      - Bystriza
      - Moloma
        - Wolmanga
        - Kusjug

      - Pischma
        - Sjusjum
        - Bokowaja
        - Jaran
        - Isch
        - Nemda

      - Ludjana
      - Woja
      - Urschumka
      - Nemda
      - Kilmes
        - Ut
        - Lumpun
        - Wala
          - Nylga
          - Uwa

        - Loban

      - Schoschma

  - Maina
  - Bolschoi Tscheremschan
  - Ussa
  - Sok
    - Borowka
    - Surgut
      - Schungut

    - Kondurtscha

  - Samara
    - Bolschoi Uran
    - Maly Uran
    - Tok
    - Busuluk
    - Borowka
    - Bolschoi Kinel
      - Maly Kinel
      - Kutuluk
      - Sarbai

  - Tschapajewka
  - Sysranka
  - Tschagra
  - Maly Irgis
  - Bolschoi Irgis
    - Kamelik
    - Maly Usen

  - Tereschka
    - Alai

  - Jeruslan
  - Torgun
- Kuma
  - Tomuslowka
  - Mokraja Buiwola
- Prorwa
  - Sulla-Tschubutla
- Terek
  - Ardon
  - Fiagdon
  - Malka
  - Sunscha
    - Assa
    - Argun
- Sulak
- Paraulosen
- Ulutschai
- Rubas
- Gjulgerytschai
  - Kurach
- Samur

### Baskuntschaksee
- Gorkaja retschka
  - Gorki rutschei

### Botkulsee
- Soljonaja
  - Suchaja Balka

### Eltonsee
- Chara
- Landug
- Samaroda
- Malaja Samaroda
- Sorotschja Balka